# Jochen Bendel

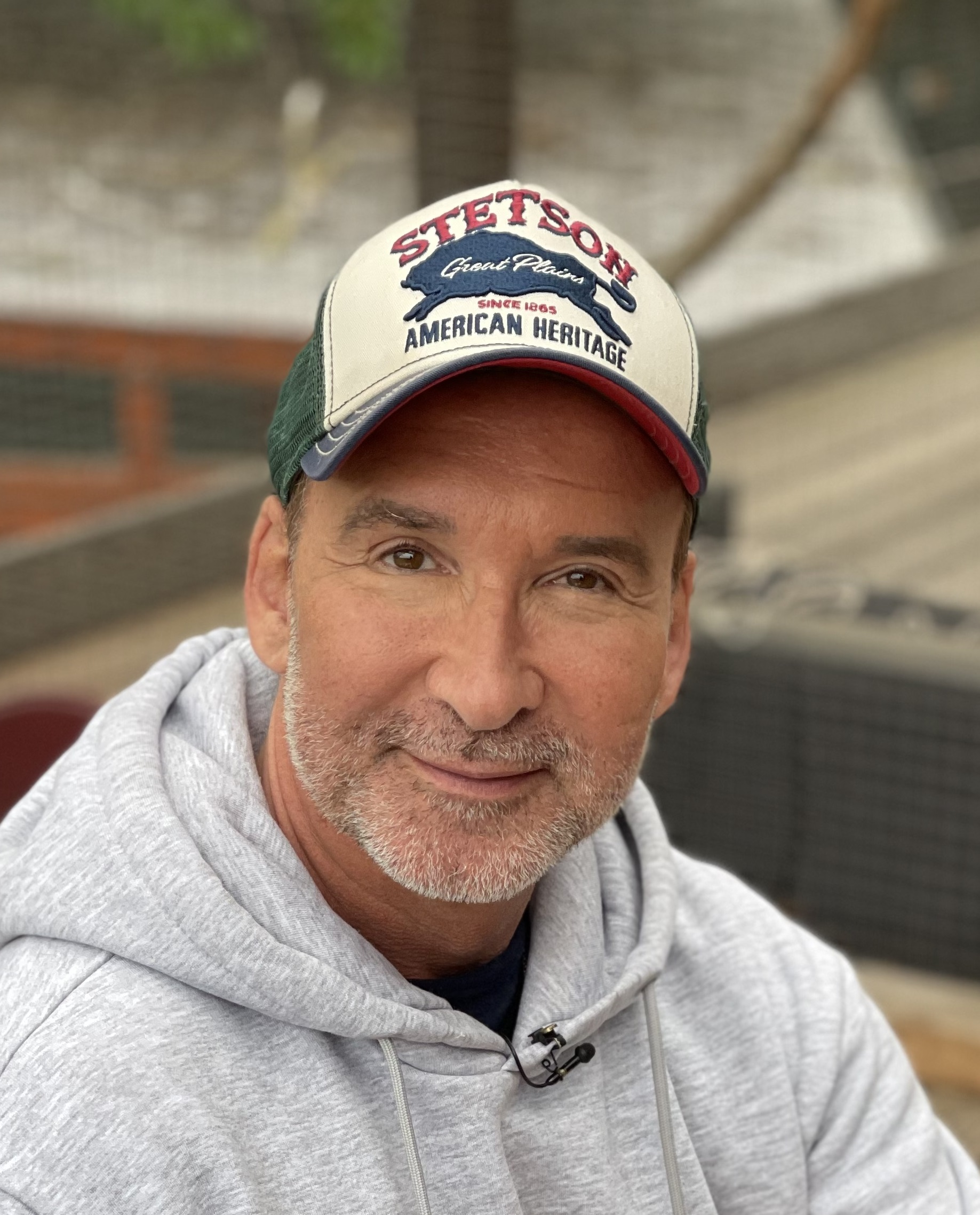
Jochen Bendel

Jochen Bendel (* 18. November 1967 in Alzenau) ist ein deutscher Radio- und Fernsehmoderator, Buchautor sowie Werbe- und Synchronsprecher. Er wurde mit der Quizshow Ruck Zuck bekannt, die er von 1992 bis 2005 moderierte.

## Werdegang

### Bis 2016
Bendel sammelte bereits während der Schulzeit, die er zum Teil im katholischen Internat Kilianeum in Würzburg verbrachte, erste Erfahrungen als Synchronsprecher von Werbespots und Hörspielen. Ab 1988 arbeitete er bei Radio Primavera in Aschaffenburg. Seine Radiokarriere begann 1992 u. a. im Hessischen Rundfunk und bei Bayern 3 (Sendung Super 3).
Die Synchronisation von Filmen und Serien (u. a. South Park, Blade: Trinity, Mr. and Mrs. Smith, Kikis kleiner Lieferservice, Das Zauberkarussell, Law & Order) und seine Tätigkeit als Sprecher von Werbespots (u. a. Müller Drink, McDonald’s, MediaMarkt, Wagner-Pizza) gehören auch heute noch zu seinen Arbeitsgebieten. Bendel hat eine klassische Musik- und Gesangsausbildung.
Seine Fernsehkarriere begann mit dem Musikmagazin P.O.P., das er ab 1990 bei Tele 5 moderierte und wofür er 1991 in Cannes auf der Musikmesse Midem die Auszeichnung „Best International Music Programme“ in Gold erhielt. Im Rahmen dieser Sendung trat er in Sketchen als Kunstfigur „Doktor Ben“ auf. Er griff diese Figur 1993 wieder auf, für die Moderation der Sendung Radio Bong auf Radio Gong. 1997 veröffentlichte Bendel Dr. Bens Telefonterror auf CD.
Bundesweit bekannt wurde er durch die langjährige Moderation der Quizshow Ruck Zuck zwischen 1992 und 2005 bei Tele 5, RTL II und tm3. Seine Comedy-Show Vitamin B wurde von RTL 2 1995 nach zwei Sendungen abgesetzt. 1997 war er Moderator und Spielleiter der Spieleshow Ca$hman, ebenfalls bei RTL 2. Für tm3 moderierte er 2001 das Ratgebermagazin Leben & Wohnen. Seine Fernsehpräsenz wurde danach drei Jahre lang von Big Brother bestimmt. Seine erste eigene TV-Late-Night-Show war von 2003 bis 2005 Big Brother Nachtfalke. Von 2005 bis 2006 war er auf RTL II in der sechsten Staffel von Big Brother Co-Moderator neben Oli.P. 2007 moderierte er außerdem Windows-Vista-Podcasts für Microsoft. Im selben Jahr zog er sich vorübergehend aus dem Fernsehgeschäft zurück.
Im August 2010 moderierte er die Sendung Der Kreuzfahrtkönig bei RTL II. Im Sommer 2011 war er für Sonnenklar.TV tätig. Bendel ist Hobbykoch und war unter anderem bei VOX in den Kochsendungen Unter Volldampf (2008), Das perfekte Promi-Dinner (2007, 2011), Die Kocharena (2008, 2011), Das Promi-Kochduell (2009), Grill den Henssler (2013) und Promi Shopping Queen (2013) als Kandidat zu sehen. Ende 2011 veranstaltete er in München Kochkurse. Im Januar 2014 nahm er an der RTL-Sendung Ich bin ein Star – Holt mich hier raus! teil und belegte den dritten Platz. Im November 2016 nahm er an der Küchenschlacht des Senders ZDF neben fünf weiteren Prominenten unter der Leitung von Johann Lafer teil und wurde Sieger.
Im Juli 2014 veröffentlichte er seine erste Single Wie komm ich jetzt nach Mallorca? Seit August 2014 präsentiert er zusammen mit Melissa Khalaj Promi Big Brother – Die Late Night Show auf sixx. 2017 moderierte er gemeinsam mit Jochen Schropp Promi Big Brother. 2015 moderierte er zudem Big Brother auf sixx. 
Er lebt in Cuxhaven und ist seit August 2016 mit dem Sozialpädagogen Matthias Pridöhl verheiratet.

### Engagement für Hunde
Seit 2016 befasst sich Bendel mit dem Thema Tierschutz. Er absolvierte eine Ausbildung zum Hundetrainer und übernahm die Sat.1-Gold-Serie Haustier sucht Herz. In dieser TV-Sendung vermittelte Bendel Haustiere aus Tierheimen in private Hände. Seither stand er für weitere Produktionen vor der Kamera, die sich mit Hunden befassten, so für Tierisch arm (Sat.1 Gold), Letzte Chance für 4 Pfoten und gemeinsam mit Kate Kitchenham für Kleine Hunde – großes Chaos (Joyn). Seit 2020 moderiert Bendel die Reality-Dokumentation von Sat.1 Mein Hund, die Kilos und ich, seit August 2021 außerdem Promi sucht Hundeglück (Sat.1 Gold).
Bendel, der selbst zwei Hunde hat und als Hundetrainer arbeitet, erstellt Podcasts für Hunde-Hilfsaktionen. 2019 erschien Bendels Buch Das Wunder der Bindung (Hunde brauchen Geborgenheit) im Verlag Gräfe und Unzer.

## Filmografie
- 1990–1992: P.O.P.
- 1992–2005: Ruck Zuck
- 1995: Vitamin B (Fernsehserie, 2 Episoden)
- 2000: Die Pfefferkörner (Fernsehserie, Episode 27)
- 2001: Leben & Wohnen
- 2003–2005: Big Brother Nachtfalke
- 2005–2006: Big Brother (als Co-Moderator, sechste Staffel)
- 2008: Promis unter Volldampf!
- 2007/2011/2014: Das perfekte Promi-Dinner
- 2008/2011: Die Kocharena
- 2009: Das Promi-Kochduell
- 2010: Der Kreuzfahrtkönig
- 2013: Promi-Frauentausch
- 2013: Grill den Henssler
- 2013: Promi Shopping Queen
- 2014: Ich bin ein Star – Holt mich hier raus!
- 2014: Heiß & Fettig!
- 2014: Jetzt wird’s schräg
- 2014–2016, seit 2018: Promi Big Brother – Die Late Night Show (zusammen mit Melissa Khalaj)
- 2015: Bendel Beinhart (tägliche Kommentare zu Ich bin ein Star – Holt mich hier raus! (Staffel 9) auf T-Online.de)
- 2015: Big Brother (als Hauptmoderator, zwölfte Staffel)
- 2016: Das große Promibacken – Spezialfolgen
- 2017: Promi Big Brother (zusammen mit Jochen Schropp)
- seit 2016: Haustier sucht Herz
- 2018: Das große Promibacken – Spezialfolgen[19]
- 2019: Genial daneben – Das Quiz
- 2020: Big Brother – Die Late Night Show (zusammen mit Melissa Khalaj)
- 2020: Mein Hund, die Kilos und ich
- 2020: Buchstaben Battle
- 2021: Promis unter Palmen – Die Late Night Show (zusammen mit Melissa Khalaj)
- 2022: Mein Mann kann

## Podcast
- seit 2019: Holydog – Der Hundepodcast

## Veröffentlichungen
- Das Wunder der Bindung: Menschen wollen erziehen – Hunde brauchen Geborgenheit. Gräfe und Unzer Verlag, München 2019, ISBN 978-3833870965.